# راكيل داينا
راكيل داينا (بالإسبانية: Raquel Daina)‏ هي نجمة سينما ‏ إسبانية، ولدت في 27 يونيو 1929 في مدريد في إسبانيا، وتوفي بنفس المكان في 5 مايو 2018.